# Marathon van Enschede 2010
De marathon van Enschede 2010 werd gelopen op zondag 25 april 2010 in Enschede. Het was de 42e editie van deze marathon. 
De wedstrijd werd bij de mannen een overwinning voor de Keniaan John Kelai in een tijd van 2:12.17 en bij de vrouwen voor de Nederlandse Ingrid Prigge in een tijd van 2:46.25.

## Parcourswijziging
In 2010 is een ander parcours gelopen dan de voorgaande jaren. Gronau en Enschede Zuid zijn uit het parcours geschrapt. In plaats daarvan zijn er twee ronden gelopen van het Centrum van Enschede, via Roombeek, Lonneker, Stokhorst en Glanerbrug weer terug naar het Centrum. Start en finish waren onder de Alphatoren, het hoogste gebouw van Enschede.

## Uitslagen

### Mannen
| rang   | naam                   | land | tijd    |
| ------ | ---------------------- | ---- | ------- |
| Goud   | John Kelai             | KEN  | 2:12.17 |
| Zilver | Julius Kiplagat Korir  | KEN  | 2:12.34 |
| Brons  | Jacob Yator            | KEN  | 2:12.43 |
| 4      | Gilbert Kibiwot Rotich | KEN  | 2:13.12 |
| 5      | Gemechu Worku          | ETH  | 2:13.51 |
| 6      | Pius Mausa Mutuku      | KEN  | 2:14.18 |
| 7      | Michael Njoroge Kimani | KEN  | 2:14.23 |
| 8      | Amos Maiyo             | KEN  | 2:16.14 |
| 9      | Edwin Kimaiyo          | KEN  | 2:18.41 |
| 10     | Eric Kigen             | KEN  | 2:21.47 |
| 11     | Luc Krotwaar           | NED  | 2:31.06 |
| 12     | Peter Bruinsma         | NED  | 2:32.48 |
| 13     | Asresahegn Deshimo     | ETH  | 2:33.37 |
| 14     | Michiel Snuverink      | NED  | 2:38.33 |
| 15     | Pieter Mans            | NED  | 2:39.01 |

### Vrouwen
| rang   | naam                  | land | tijd    |
| ------ | --------------------- | ---- | ------- |
| Goud   | Ingrid Prigge         | NED  | 2:46.25 |
| Zilver | Stephanie Warner      | NED  | 3:15.40 |
| Brons  | Mieke Hekkers         | NED  | 3:32.58 |
| 4      | Josien Aveskamp       | NED  | 3:34.27 |
| 5      | Martine Withag        | NED  | 3:34.33 |
| 6      | Gerry Visser          | NED  | 3:36.43 |
| 7      | Alien Kruize          | NED  | 3:37.24 |
| 8      | Sophie De Keersmaeker | BEL  | 3:39.09 |
| 9      | Marianne van der Veen | NED  | 3:39.48 |
| 10     | Elly Buijvoets        | NED  | 3:41.20 |

1947 ·
1949 ·
1951 ·
1953 ·
1955 ·
1957 ·
1959 ·
1961 ·
1963 ·
1965 ·
1967 ·
1969 ·
1971 ·
1973 ·
1975 ·
1977 ·
1979 ·
1981 ·
1983 ·
1985 ·
1987 ·
1989 ·
1991 ·
1992 ·
1993 ·
1994 ·
1995 ·
1996 ·
1997 ·
1998 ·
1999 ·
2000 ·
2001 ·
2002 ·
2003 ·
2004 ·
2005 ·
2006 ·
2007 ·
2008 ·
2009 ·
2010 ·
2011 ·
2012 ·
2013 ·
2014 ·
2015 ·
2016 ·
2017 ·
2018 ·
2019 ·
2020 · 2021 ·
2022 ·
2023 ·
2024 ·
2025